# Pinar de Antequera
El pinar de Antequera es un parque de casi mil hectáreas situado al sur de la ciudad de Valladolid, en la comunidad autónoma de Castilla y León, España. Está catalogado como un monte de utilidad pública, declarado como Zona Natural de Esparcimiento. Está considerado como el auténtico pulmón verde de la ciudad y el principal recurso natural de la capital vallisoletana. El pinar cuenta con amplios espacios para el senderismo, el deporte a pie o en bicicleta. Es muy frecuentado por los vecinos de la ciudad durante los fines de semana.

## Flora
La vegetación dominante es el pino piñonero, de inconfundible copa redonda y el pino resinero. También encontramos alguna encina, así como varias clases de arbustos como el espino albar, majuelo, retama, aulaga, torvisco, jaguarcillo, esparraguera silvestre, tomillo blanco y común, y el cantueso. Además de numerosas plantas herbáceas tales como líquenes, hongos y musgos. 

## Fauna

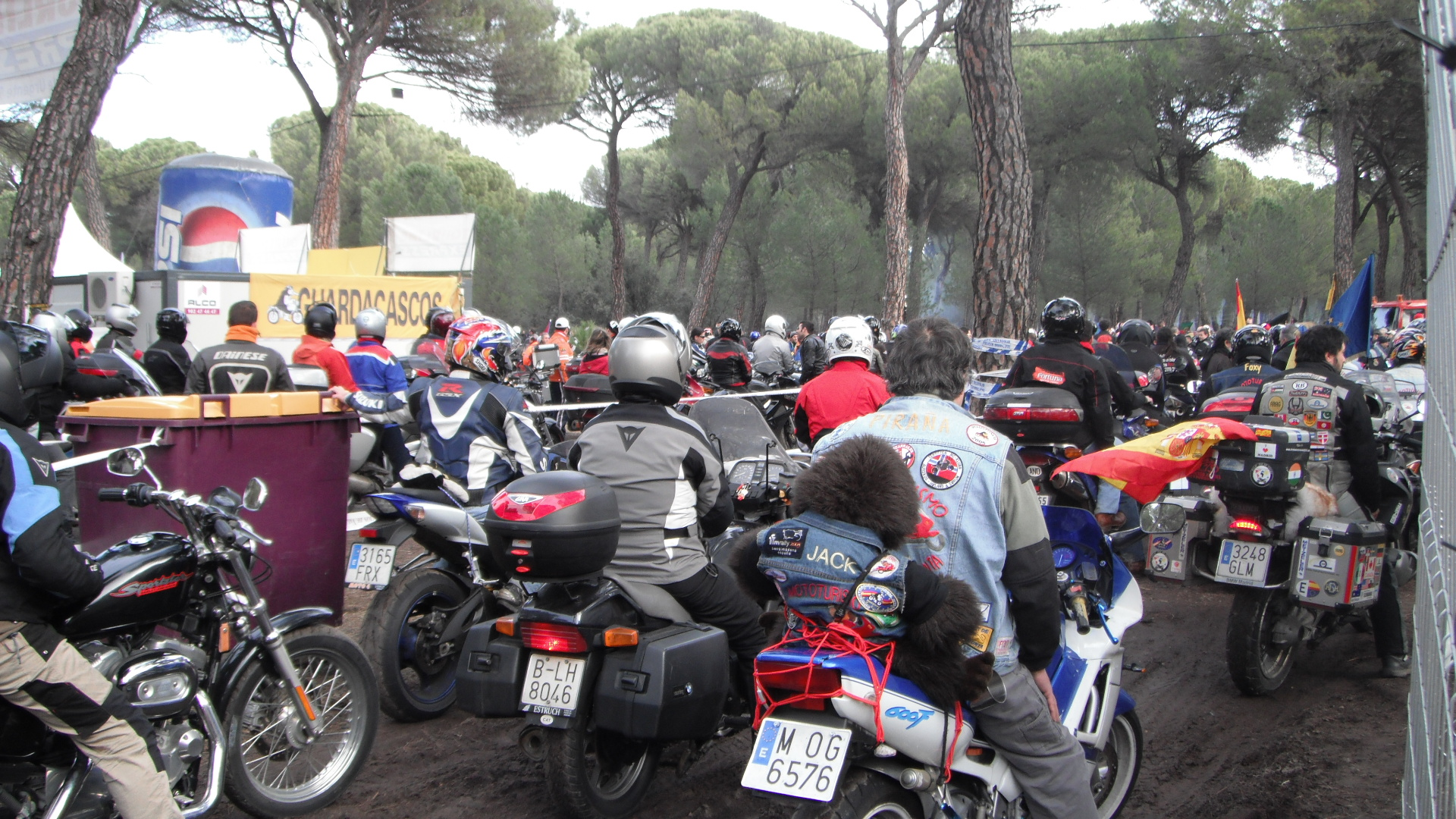
Concentración motera Pingüinos en un extremo del pinar

En cuanto a la fauna, la provincia cuenta con ejemplares de rabilargo, de gran valor ecológico. Entre las aves insectívoras se encuentran los pícidos y fringílidos, así como parejas de críalos, urracas, azores y alcotanes. Entre la fauna típica de matorral aparece la liebre común, el conejo, zorro, corzo e incluso la perdiz en los bordes de los cultivos.

## Eventos
El 21 de septiembre de 1940 explotó el polvorín del Pinar de Antequera provocando más de 100 muertos y en 1950 volvió a explotar dejando 5 muertos y 72 heridos, dejando daños irreparables en algunos casos.
Cerca del pinar se han celebrado varias concentraciones moteras de Pingüinos.